# Paul Sparks
Paul Sparks (Lawton (Oklahoma), 16 oktober 1971) is een Amerikaans acteur.

## Huwelijk
Sparks is getrouwd met Annie Parisse met wie hij een zoon heeft (2009).

## Filmografie

### Films
Uitgezonderd korte films.
- 2024 Lost on a Mountain in Maine - als mr. Donald Fendler
- 2023 Eric LaRue - als Steve Calhan
- 2021 Hands that Bind - als Andy Hollis
- 2021 Giving Birth to a Butterfly - als Daryl
- 2020 The Lovebirds - als Moustache
- 2019 Human Capital - als Jon
- 2017 The Greatest Showman - als James Gordon Bennett
- 2017 Thoroughbreds - als Mark
- 2016 In the Radiant City - als Michael Yurley
- 2016 All the Birds Have Flown South - als Stephen
- 2016 Buried Child - als Tilden
- 2016 Midnight Special - als agent Miller
- 2016 A Bear Lands on Earth - als Voli
- 2015 Stealing Cars - als Conrad Sean Lewis
- 2014 Early Light - als Ned
- 2013 Parkland – als Harry McCormick
- 2013 Trust Me – als Ray
- 2013 M.Y.C. – als Mickey Mothstein
- 2012 Sparrows Dance – als Wes
- 2012 Mud – als Carver
- 2012 Forgetting the Girl – als Tanner
- 2011 Return – als Ed
- 2010 Edge of Darkness – als politierechercheur uit Northampton
- 2010 Please Give – als Blind Date
- 2009 The Missing Person – als Gus Papitos
- 2009 First Person Singular – als Peter
- 2008 Rachel Getting Married – als 12 stappen lid
- 2008 The Understudy – als Bobby
- 2008 Synecdoche, New York – als Derek
- 2008 Afterschool – als rechercheur Burke
- 2007 Blackbird – als Baylis
- 2006 The Treatment – als Andre
- 2005 Headspace – als Jason

### Televisieseries
Uitgezonderd eenmalige gastrollen.
- 2022 The Accidental Wolf - als ?? - 4 afl.
- 2021-2022 Physical - als John Breem - 19 afl.
- 2021 Joe Pickett - als Wacey Hederman - 5 afl.
- 2019 Castle Rock - als John 'Ace' Merrill - 10 afl.
- 2018-2019 Sweetbitter - als Howard - 14 afl.
- 2015-2018 House of Cards - als Thomas Yates - 28 afl.
- 2018 Waco - als Steve Schneider - 6 afl.
- 2016 The Night Of - als Don Taylor - 6 afl.
- 2016 The Girlfriend Experience - als David Tellis - 12 afl.
- 2010-2014 Boardwalk Empire – als Mickey Doyle – 35 afl.
- 2006 Brotherhood – als Aaron – 3 afl.

## Theaterwerk opBroadway
- 2023 Grey House - als Henry
- 2009 Hedda Gabler - als Ejlert Lovborg
- 2003-2004 Take Me Out - als Kippy Sunderstrom / Shane Mungitt / Jason Chenier (understudy)

- Library of Congress Control Number: no2012070361
- Nationale Bibliotheek van Israël: 987007361472105171
- Virtual International Authority File: 250109431
- WorldCat: E39PBJyt3T6K96tpqy4T4P6h73